# Lampa (Chili)
Lampa is een gemeente in de Chileense provincie Chacabuco in de regio Región Metropolitana. Lampa telde 102.034 inwoners in 2017 en heeft een oppervlakte van 452 km².

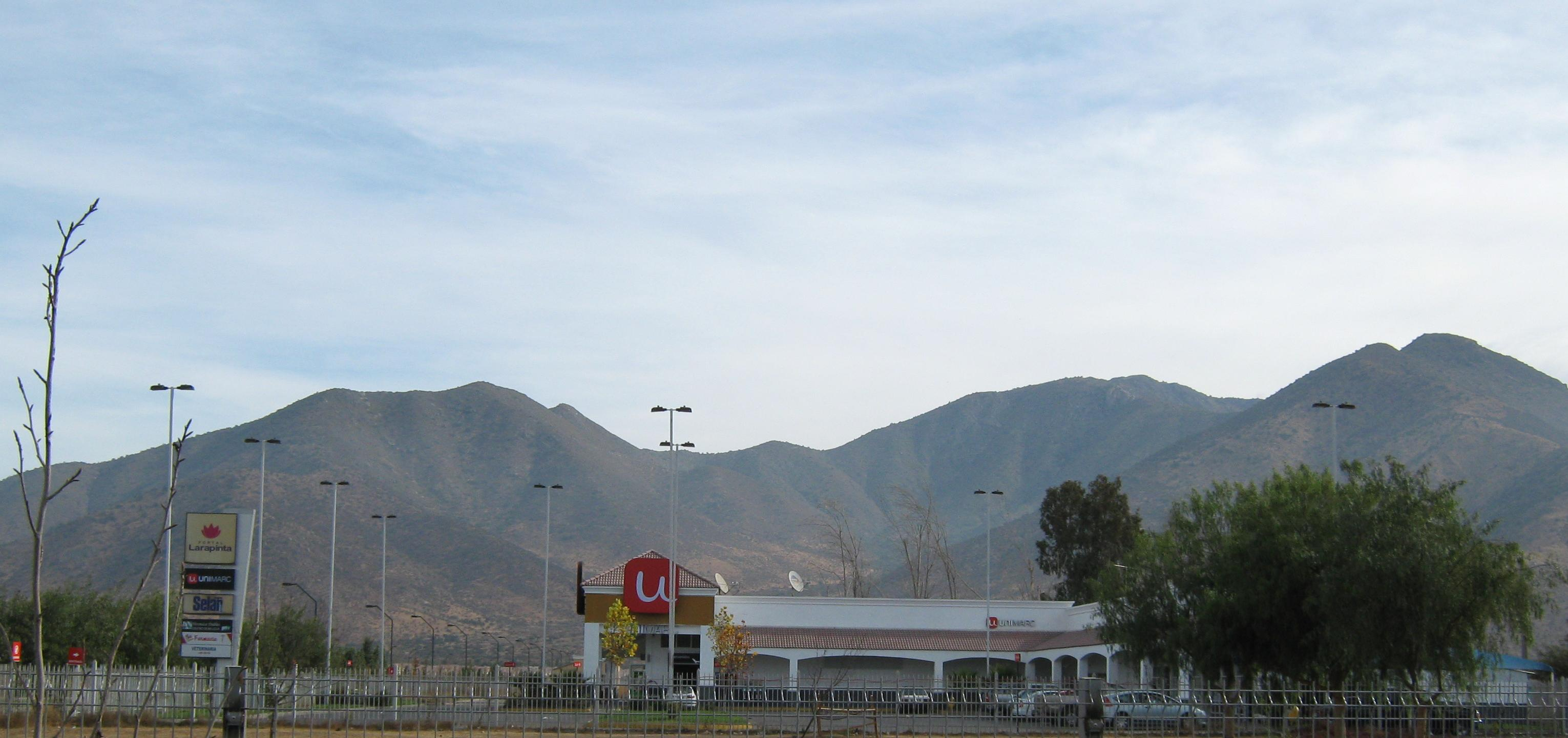
Larapinta